# Santa Creu d'Horta
La Santa Creu d'Horta és una església amb elements romànics i barrocs d'Osor (Selva) inclosa a l'Inventari del Patrimoni Arquitectònic de Catalunya. L'església se situa al centre de la vall d'Horta, al lloc anomenat Puig de Santa Creu.

## Descripció
L'església de Santa Creu d'Horta està estructurada en dos elements: per una banda, tenim la rectoria. Es tracta d'una construcció que consta de tres plantes i que està coberta amb una teulada d'una sola aigua de vessant a façana. La planta baixa consta de tres obertures, com són dos portals rectangulas d'accés, i una finestra rectangular. Tots tres equipats amb llinda monolítica i muntants de pedra, i la finestra a més a més està complementada amb un ampit.
En el primer i segon pis proliferen les obertures rectangulars amb llinda monolítica i muntants de pedra, les quals són projectades com a semi-balconades, ja que les baranes de ferro forjat actuen més com a ampit que no pas com a baranes pròpiament, cosa que provoca que no sobresurtin gens respecta el pla horitzontal de la façana. Pel que fa al treball de la forja aplicat a les baranes, aquest és molt auster i discret i sense cap element a destacar. Tanca la façana en la part superior un ràfec format per quatre fileres: la primera de rajola plana, la segona de rajola en punta de diamant, la tercera de rajola plana i la quarta de teula.
Pel que fa als materials, la rectoria té com a matèria primera la pedra, la qual la trobem present en dos formats: per una banda les pedres fragmentades i els còdols manipulats cops de martell i lligades amb morter de calç. Aquesta és la solució que pondera en les quatre façanes. Mentre que per l'altra, la pedra desbastada i treballada localitzada en les llindes, muntants i ampits de les respectives obertures dels tres pisos.
En segon lloc tenim l'església, pròpiament, la qual és d'estil barroc-neoclàssic. La façana, la qual està arrebossada, és molt senzilla i presenta una sèrie d'elements interessants: en primer lloc un portal d'arc rebaixat amb uns grans muntants de pedra ben desbastats i treballats. Seguidament hi ha una fornícula, la qual alberga al seu interior una creu de ferro forjat. Una creu ubicada sobre un petit basament o pedestal i d'aspecte sobri però elegant. En tercer lloc trobem un ull de bou i finalment un respirall en forma ovalada. El campanar que corona l'església, de torre quadrada i teulada piramidal, queda pràcticament ocult pel fet que la rectoria està immediatament adossada a l'església.
Tanca la façana en la part superior, un ràfec format per cinc fileres: les quatre primeres són de rajola plana i l'última de teula.
Al costat dret del portal trobem un rètol o cartel·la, a l'interior de la qual hi ha gravada una inscripció molt interessant que diu així: "PARRÒQUIA DE STA. CREU D'HORTA. BISBAT DE VIC. EN PROVA D'AGRAÏMENT A TOTES AQUELLES PERSONES I. ORGANISMES QUE HAN COL·LABORAT EN LA SEVA RESTAURACIÓ. DIA DE LA INAUGURACIÓ: 21-VII-1991. RECTOR: JOAN TUNEU i MIR, PVRE. TERME MUNICIPAL: OSOR (GUILLERIES). PROVÍNCIA: GIRONA."
Adossada al lateral esquerra de l'església hi ha un cementiri de petites dimensions el qual acull una petita estructura en forma de nínxols molt discrets. El cementiri acumula un petit desnivell, ja que està ubicat en un marge o pendent. Paral·lelament en la façana lateral de l'església s'aprecia les restes vivents d'un rellotge de sol bastant deteriorat, ja que les franges de les hores han desaparegut parcialment, però conserva intacta la broca que marca les hores.
A uns escassos 100 metres de l'església, trobem un mas molt interessant d'Osor com és el famós Ca l'Iglésies.

## Història
Documentada des del 902, és una de les esglésies més antigues de les Guilleries. L'església fou sufragània d'Osor fins al 1878, quan va passar a ser parròquia rural de segona, malgrat que ja abans havia tingut capellà propi. Fins al segle xiv estava dedicada a la Santa Creu, però des d'aleshores s'hi va venerar com a patró a Sant Jaume. No existeix gaire documentació referida a l'antic edifici. És força segur que els terratrèmols del segle xv el degueren afectar.
Al segle xvii es trobava en estat ruïnós, i durant el segle xviii s'hi van fer arranjaments: es va fer un presbiteri nou, es va emblanquinar, es va fer un canvi de volta i es van obrir capelles als murs laterals. Degut a això, i per altres obres del segle xix, no es troben elements de l'antic romànic. L'última restauració data de l'any 1991.